# Sant Feliu de Buixalleu
Sant Feliu de Buixalleu – gmina w Hiszpanii, w prowincji Girona, w Katalonii, o powierzchni 62,11 km². W 2011 roku gmina liczyła 788 mieszkańców.